# Béthincourt
Béthincourt ist eine französische Gemeinde mit 47 Einwohnern (Stand: 1. Januar 2022) im Département Meuse in der Region Grand Est (vor 2016: Lothringen). Die Gemeinde gehört zum Arrondissement Verdun, zum Kanton Clermont-en-Argonne und zum Gemeindeverband Grand Verdun. Die Einwohner werden Béthincourtois genannt.

## Geographie
Béthincourt liegt etwa 14 Kilometer nordwestlich von Verdun.
Umgeben wird Béthincourt von den Nachbargemeinden Gercourt-et-Drillancourt im Norden und Nordosten, Forges-sur-Meuse im Osten, Cumières-le-Mort-Homme im Südosten, Esnes-en-Argonne im Süden und Südwesten, Malancourt im Westen sowie Cuisy im Nordwesten.

## Bevölkerungsentwicklung
| Jahr                       | 1962 | 1968 | 1975 | 1982 | 1990 | 1999 | 2006 | 2011 | 2019 |
| Einwohner                  | 88   | 58   | 39   | 34   | 25   | 35   | 24   | 31   | 34   |
| Quellen: Cassini und INSEE |      |      |      |      |      |      |      |      |      |

## Sehenswürdigkeiten
- Kirche Saint-Martin, nach dem Ersten Weltkrieg wieder errichtet

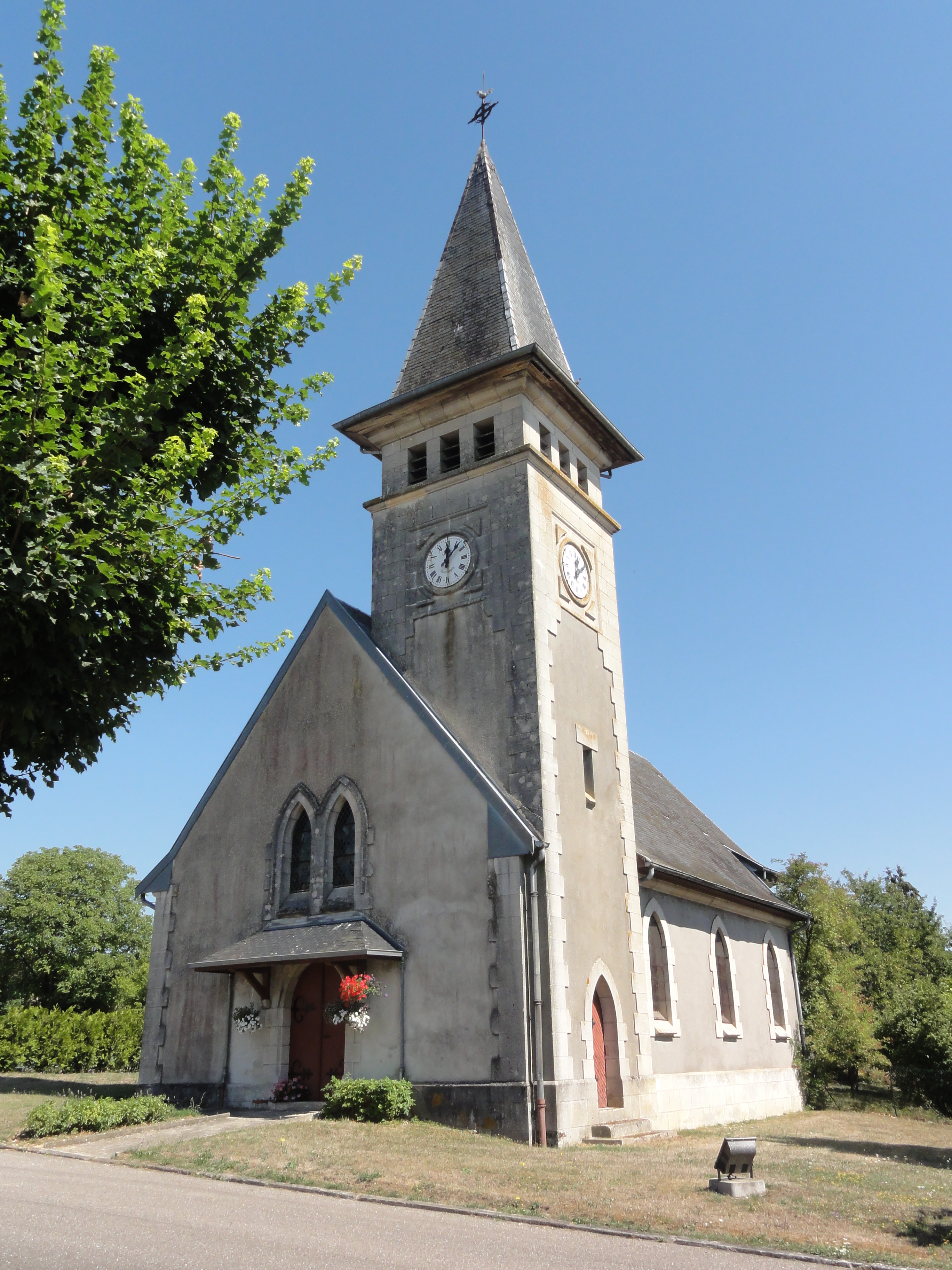
Kirche Saint-Martin